# Victor de Beauclair

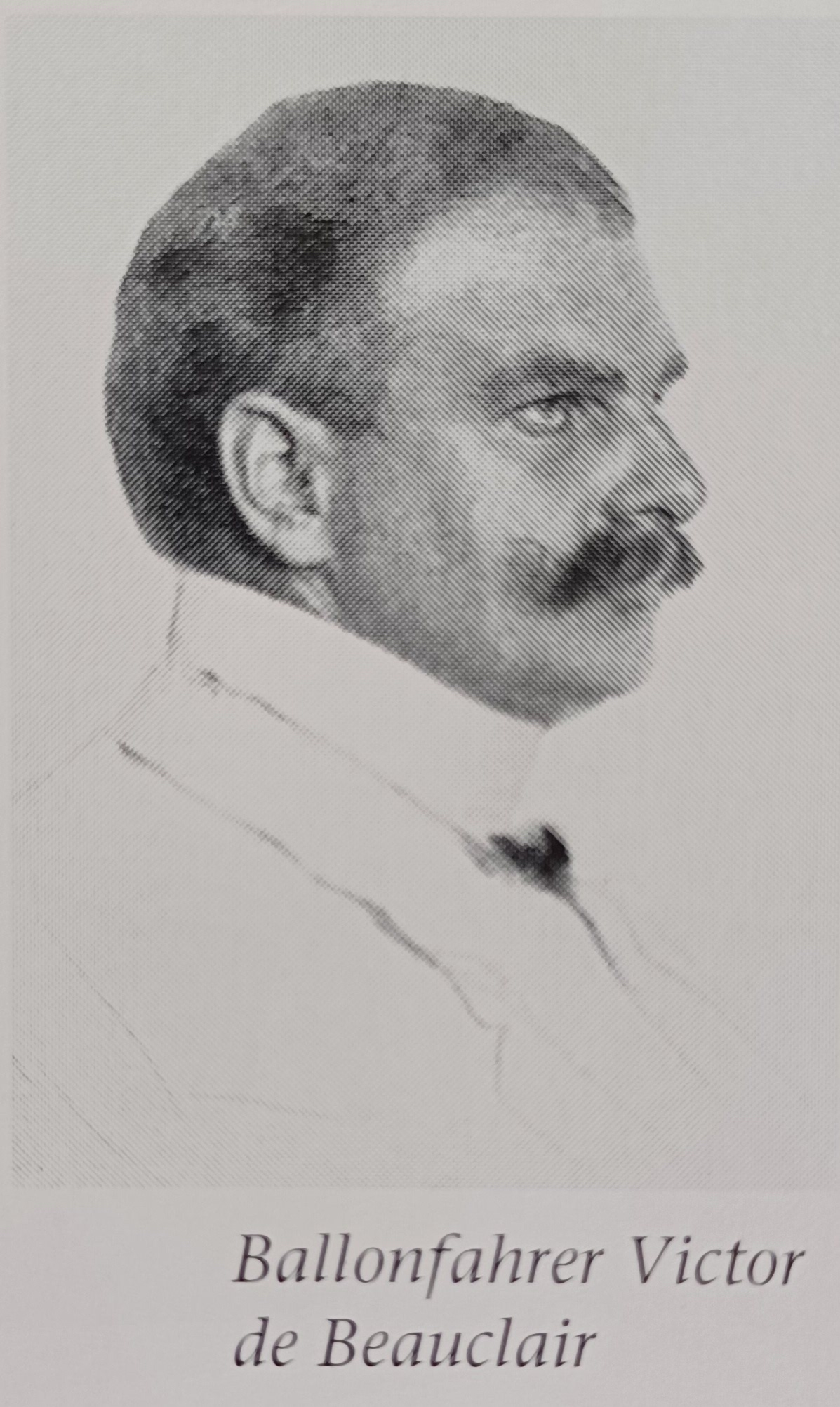
Victor de Beauclair (1874–1929)

Victor de Beauclair (* 19. Juli 1874 in Cantagalo, Brasilien; † 15. August 1929 am Matterhorn) war ein deutscher Bergsteiger, Ballonfahrer und Skipionier.

## Leben
Victor de Beauclair, Sohn eines Hugenotten, dessen Familie nach Südamerika ausgewandert war, und einer Westschweizerin wurde 1874 in Cantagalo, Brasilien geboren. Als Zehnjähriger zog er mit seinen Eltern nach Freiburg im Breisgau. Er studierte Medizin in Zürich und lebte abwechselnd in Freiburg und Zürich. 1899 trat der passionierte Bergsteiger und Skifahrer dem Akademischen Alpen-Club Zürich (AACZ) bei, wurde später zum Ehrenmitglied ernannt. 1901 war er Mitbegründer des Skiclubs Zürich und 1904 des Schweizer Skiverbands, heute Swiss-Ski.

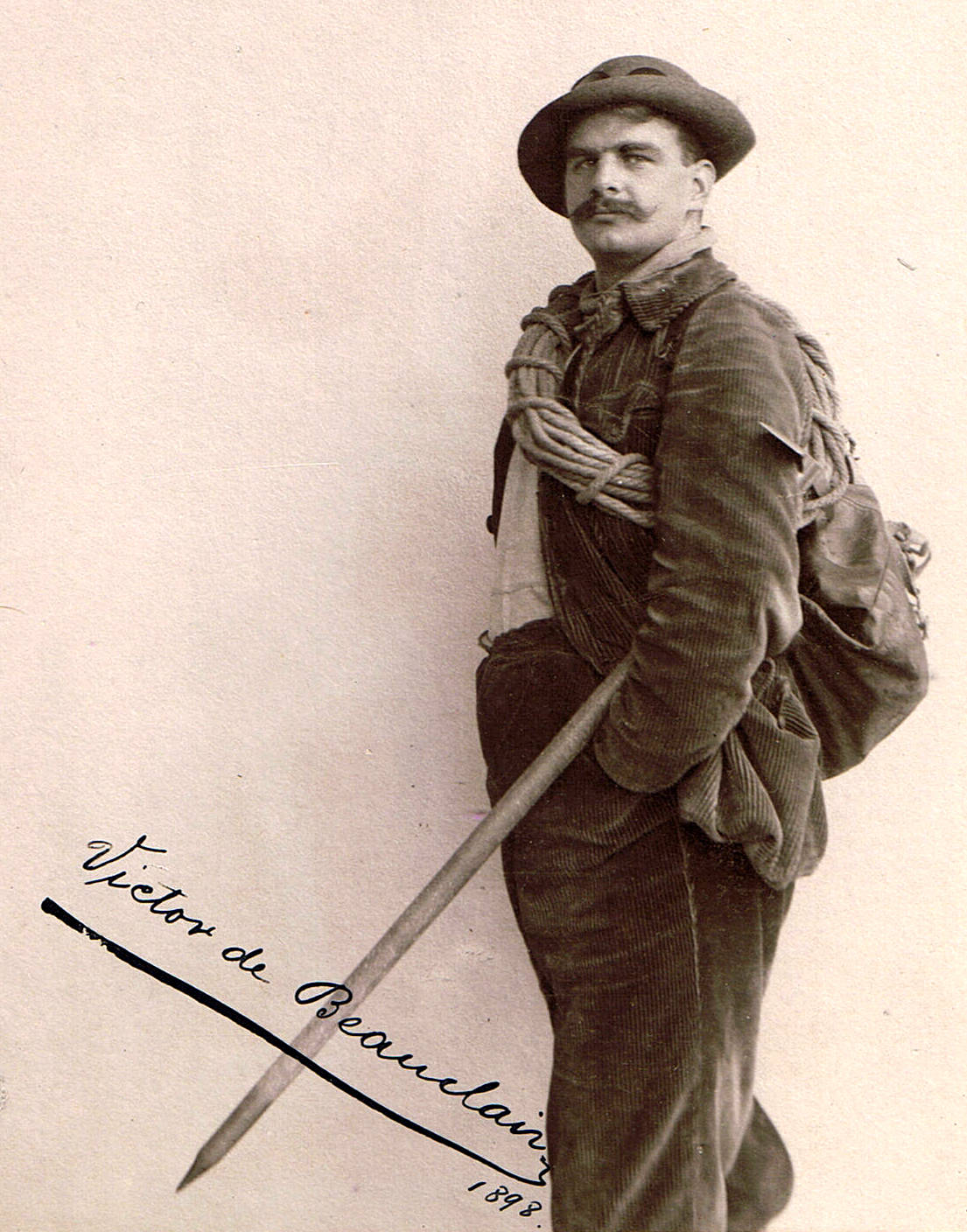
Victor de Beauclair im Jahr 1898 in seiner damaligen Bergsteigerausrüstung

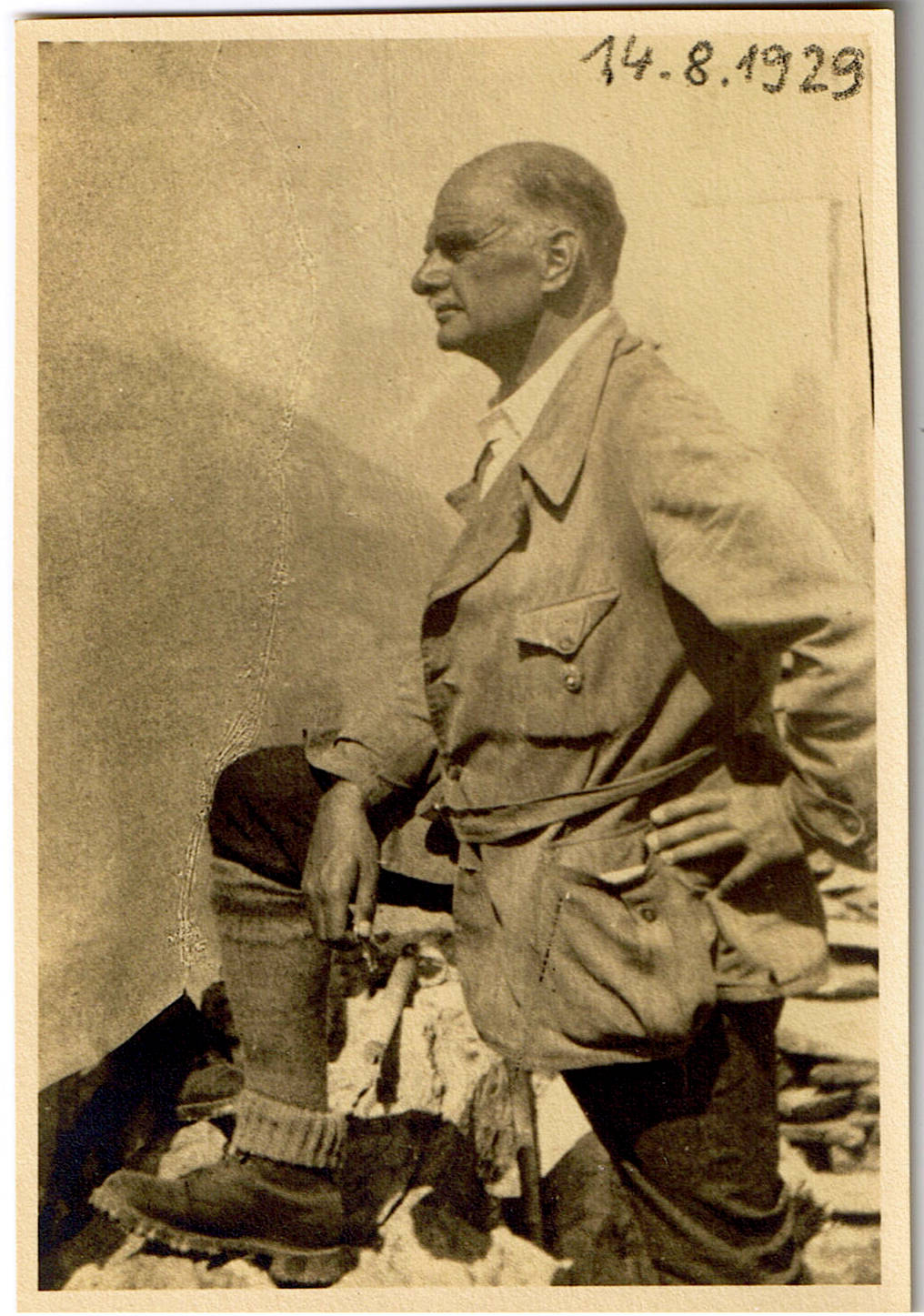
Victor de Beauclair am 14. August 1929, einen Tag bevor er am Matterhorn tödlich abstürzte

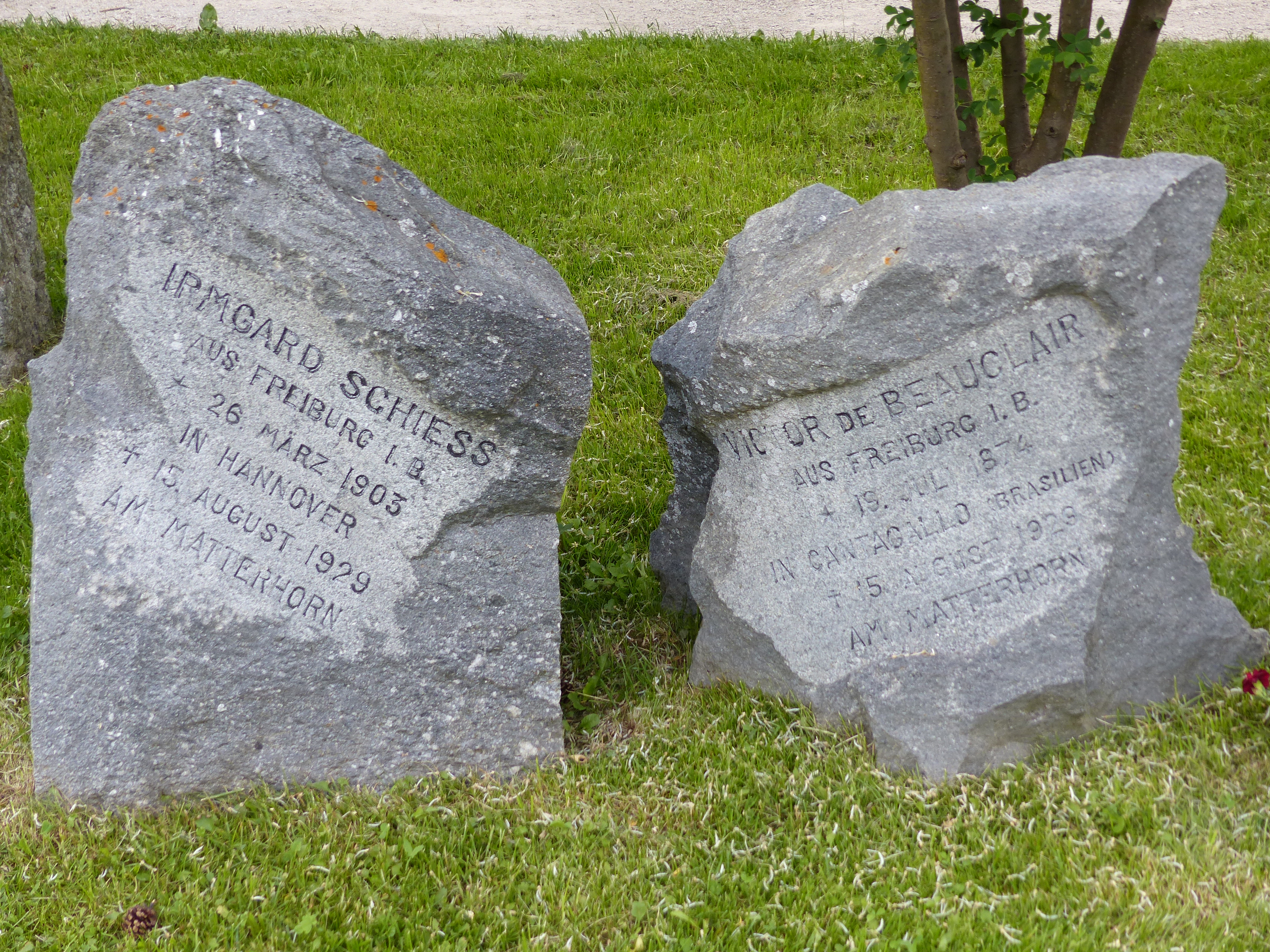
Bergsteigerfriedhof Zermatt

Am 5. Januar 1896 führte er mit Wilhelm Paulcke und zwei Gefährten mit dem Oberalpstock die erste Skibesteigung eines Schweizer Dreitausenders durch. Den beiden gelang im Januar 1897 mit drei Gefährten die erste Skidurchquerung der Berner Alpen von Guttannen nach Belalp über 60 Kilometer und 3000 Höhenmeter. Von 1901 bis 1902 leitete de Beauclair den ersten Bau der Mischabelhütteoberhalb von Saas-Fee
Als Ballonfahrer besaß de Beauclair 1906 das Freiballon-Brevet Nr. 11. des Schweizer Aero-Clubs. 1910 war er Mitbegründer der Ballongruppe Zürich.
Am 29. Juni 1908 stieg er mit dem eigenen Ballon Cognac Von der Station Eigergletscher der Jungfraubahn auf, überquerte erstmals die Berner- und Walliser Alpen und landete am 30. Juni 1908 bei Gignese im Piemont. An Bord drei Passagiere, darunter der Schriftsteller Konrad Falke. Am 4. Dezember 1908 fuhr er mit dem Ballon in 56 Stunden von Bitterfeld in Sachsen-Anhalt über die Alpen nach Casale Marittimo bei Pisa.
Mit dem am 1. Dezember 1909 in den „Illustrierte Aeronautische Mitteilungen“ erschienenen Artikel „Die Alpen- und Meerfahrt des Cognac“ beschreibt er eine dreitägige Ballonreise vom 9. bis zum 11. November 1909, die ihn und zwei Begleiter von der Braunwaldalp in der Schweiz bis zur Landung im (!) Golf von Genua führte.
Er machte weitere Alpenfahrten, nahm an mehreren Gordon Bennet Wettfahrten teil. Beim 7. Wettbewerb 1912 mit Start in Stuttgart schaffte er mit 1523 Kilometern einen Schweizer Rekord.
Als Alpinist war de Beauclair ein Verfechter des führerlosen Bergsteigens, er bestieg unter anderem Finsteraarhorn, Fiescherhorn und 1927 den Mittellegigrat am Eiger.
Am 15. August 1929 stürzte er wegen eines ausbrechenden Felsblocks am Matterhorn zu Tode, zusammen mit seiner Seilgefährtin Irmgard Schiess (* 1903) aus Freiburg i. Br. Beide wurden auf dem Bergsteigerfriedhof von Zermatt beigesetzt.

### Privates
Sein Schwager war der deutsche Arzt, Zahnmediziner und Hochschulprofessor Wilhelm Herrenknecht.